# Pio XII.
Pio XII. lat. Pius PP. XII. (Rim, 2. ožujka 1876. – Castel Gandolfo, Italija, 9. listopada 1958.), rođen kao Eugenio Pacelli, bio je 260. poglavar Katoličke Crkve, papa od 2. ožujka 1939. do smrti 1958.
Prije nego što je izabran za Papu, Eugenio Pacelli bio je apostolski nuncij u Njemačkoj i obnašao dužnost državnoga tajnika Svete Stolice. Na toj dužnosti zadržao se gotovo cijelo desetljeće, od 1930. do 1939. godine, a njegov je mandat bio obilježen teškim odnosima Katoličke Crkve s autoritarnim i totalitarnim režimima. Kao državni tajnik uputio je Trećem Reichu 55 službenih prosvjeda Svete Stolice u kojima je isticao službeni stav Katoličke Crkve protiveći se postupcima njemačkih nacionalsocijalističkih vlasti, posebice u pogledu antisemitske politike tog režima. Godine 1938. javno je ponovio riječi Pija XI. da je za kršćanina nemoguće da sudjeluje u antisemitizmu. Antisemitizam je nedopustiv, u duhovnom smo smislu svi mi Semiti. Postavši Papom, Pio XII. u svojoj je prvoj enciklici Summi Pontificatus od 20. listopada 1939. god. ponovio Crkveno naučavanje protiv rasizma i totalitarizma. Letke koji su sadržali dijelove njegove enciklike iznad okupirane Francuske izbacivali su britanski i francuski ratni zrakoplovi. Nakon neuspješne konfrontacije njegova prethodnika, Pija XI., s nacističkim vlastima u Njemačkoj, u svojem je mandatu nastojao izbjeći izravno sukobljavanje. Nacistički režim nije popustio nakon objave antinacističke enciklike Pija XI. Mit brennender Sorge 1937. godine. Kao odgovor na reakcije međunarodne zajednice zbog objave te enciklike nacistički je režim počeo nacionalizirati katoličke škole i druge ustanove te progoniti katoličke svećenike. Takvo iskustvo uvjerilo je Pija XII. na suzdržavanje od javnih sukoba s protukršćanskim režimima, odlučivši se umjesto toga na djelovanje diplomatskim putem. Tiha diplomacija omogućila je brojne tajne akcije koje su između ostalog spasile mnoge živote izravno ugrožene režimima u Italiji i Njemačkoj. Od 1960.-ih godina Pijo XII. trpio je kritike zbog šutnje pred nacističkim zločinima te je čak prozvan „Hitlerovim papom”.

## Raniji život
Eugenio se rodio 2. ožujka 1876. u Rimu, u aristokratskoj obitelji, kao treći od četvero djece kneza Filippa Pacellija i njegove supruge Virginije, rođene Graziosi. Njegovi roditelji bili su strogo privrženi katoličkoj vjeri. S očeve strane, obitelj Pacelli naraštajima je radila u službi papa kao odvjetnička obitelj. Njegov djed Marcantonio Pacelli bio je osnivač vatikanskih novina L'Osservatore Romano. Otac Filippo bio je dekan Vatikanskih odvjetnika, a brat Francesco također odvjetnik. U skladu s obiteljskom tradicijom i Eugenio odlazi na Papinsko sveučilište Gregoriana u Rimu, na Institut sv. Apolinara, gdje 1899. diplomira teologiju i pravo. Neposredno nakon ređenja postaje pomoćnik kardinalu Pietru Gasparriju (1852. – 1934.) pri izradi novoga Crkvenog prava. U međuvremenu djeluje u raznim službama Kurije. Papa Benedikt XV. šalje ga 1917. za nuncija u Bavarsku, a 1920. postaje nuncij u novonastaloj njemačkoj republici – Reichu. Papa Pio XI. cijenio je njegovu diplomatsku djelatnost te ga 1929. imenuje kardinalom, a godinu dana kasnije i državnim tajnikom Svete Stolice, umjesto kardinala Gasparrija. U tomu razdoblju kardinal Pacelli potpisuje konkordate u ime Svete Stolice s Austrijom (1933.), Njemačkom (1933.), Jugoslavijom (1935.) i Portugalom (1940.). Pacelli je bio poliglot. Kao državni tajnik putovao po Europi i svijetu, pa je tako 1936. duže vrijeme boravio u Sjedinjenim Američkim Državama. Kao pravnik, političar, a uz to i teolog, Pacelli je slovio kao najizgledniji kandidat za nasljednika pape Pija XI., čijim je bio suradnikom i na kojega je potkraj njegova pontifikata imao velik utjecaj.  
Kao najbliži suradnik Pape Pia XI., Pacelli je imao odlučujuću ulogu u sastavljanju antinacističke enciklike Mit brennender Sorge 1938., kojom je Katolička Crkva osudila rasizam, nacističke ideje „tla i krvi”, upozoravajući na važnu ulogu morala u političkome životu.

## Izbor za papu
Na konklavama 1. ožujka 1939. sudjelovali su svi tadašnji kardinali, njih šezdeset i dvojica. Već sljedećeg dana, nakon tri kruga glasovanja, Pacelli je izabran za novoga poglavara Katoličke Crkve. Vijest o njegovu izboru nije toliko iznenadila javnost s obzirom na to da je od samoga početka izbora bio papabile, tj. najizgledniji kandidat. Pacelli je izabran za papu na svoj 63. rođendan 2. ožujka 1939. uzevši si ime Pio XII., u čast svojeg prethodnika.

## Pontifikat
Prve godine njegova pontifikata bile su obilježene ratom. Dosljedan Lateranskim ugovorima, Papa je nastojao održati Crkvu potpuno neutralnom, istovremeno tražeći rješenje za postizanje mira. Pružio je pomoć izbjeglicama bez obzira na njihovo podrijetlo udomivši ih tijekom rata nekoliko tisuća u Castel Gandolfu. Pio XII. nije vjerovao u mir koji bi se postigao sa Sovjetskim Savezom čiji je politički sustav smatrao utemeljenim na trajnoj nepravdi. Zbog toga je Staljin Papu nazvao „neprijateljem mira” koji pokušava podijeliti svijet na dva tabora. Iste godine kada je postao papa, objavio je encikliku Summi Pontificatus, u kojoj je naglasio da Crkva ne osuđuje ni jedan oblik vladavine, već se zalaže da država omogući opće dobro svih; pri tome se osuđuju rasizam, uvjerenja o postojanju superiornih kultura i totalitarizam; također se na solidarnost i ljubav (prijateljstvo) prema sugrađanima ukazuje kao na moralne obaveze.  U jeku Drugog svjetskog rata 1943. objavljuje encikliku Mystici corporis Christi, u kojoj prikazuje Crkvu kao mistično tijelo Kristovo, gdje i laici imaju udjela. Godine 1947. u enciklici Mediator Dei govori o potrebi da i laici s razumijevanjem sudjeluju u liturgijskim obredima. Kao vjerni štovatelj Djevice Marije papa Pio XII. 1. studenog 1950. apostolskom konstitucijom Munificentissimus Deus proglašava dogmu o Uznesenju Marijinom. Budući da su tada postojala dva teološka mišljenja u odnosu na Marijino uznesenje, kao i dan danas (jedni smatraju da je Marija prije uznesenja umrla, a drugi da nije), Papa je u formulaciji svečane definicije da je Marija „ispunivši tijek zemaljskog života bila tijelom i dušom uznesena u nebesku slavu (expleto terrestris vitae cursu, fuisse corpore et anima ad caelestem gloriam assumptam)“, izbjegao zauzeti stav o tom pitanju. Nakon toga, počevši od 1951. godine 15. kolovoza se u Katoličkoj Crkvi slavi kao blagdan Uznesenja ili Velika Gospa. Papa reformira obrede Velikog tjedna. Enciklikama Christus Dominus (1953.) i Sacrum communionem (1957.) dopušta večernje mise i pričešćivanje na istima, što je bilo uobičajeno u ratnim danima. Papa je proglasio trideset tri svetca, te konzistorijem 1953. imenuje kardinalima veliki broj stranaca, među njima i zagrebačkog nadbiskupa [ Alojzije Stepinac|Alojzija Stepinca]], čime je povećao broj stranaca u kardinalskom zboru.

### Pio XII. i Treći Reich
Prema tvrdnjama Marka Rieblinga, Pija su upletali u pokušaje urota u Njemačkoj protiv Hitlera. O tome je napisao knjigu Church of Spies te je o tome snimljen i film. Listopada 1939. navodno mu je prišla skupina disidentskih časnika njemačke vojske, koji su izrazili bojazan u njemačku budućnost nakon Hitlerova poraza. Namjeravali su ukloniti Hitlera i dogovoriti mir sa zapadnim Saveznicima, u čemu su od Pija kao predstavnika neutralne države tražili pomoć. Navodno je papa na to pristao, početku kao veza između britanske vlade i njemačkoga pokreta otpora, no uloga mu je navodno postupno narasla. Prema tim tvrdnjama, u papinskim odajama imao je ponoćne sastanke s britanskim diplomatima, na kojima su pokušavali organizirati državni udar u Berlinu. Tvrdi se kako je papa do svršetka rata sudjelovao u trima urotama za uklanjanje Hitlera, no nijedna nije uspjela. Njemački antinacisti navodno su zahtijevali papinu diskreciju, radi sigurnosti članova pokreta otpora, ali i Katoličke Crkve u Njemačkoj.

### Pio XII. i Židovi u Holokaustu
Često se provlači u literaturi pitanje je li Katolička Crkva učinila dovoljno da bi zaustavila Holokaust i je li papa Pio XII. šutio pred nacističkim zločinima. Povodom 75. obljetnice oslobođenja Auschwitza, završetka Drugoga svjetskog rata i osnivanja UN-a, održao se pod UN-ovim krovom panel povjesničara i istraživača s temom „Sjećajući se Holokausta: dokumentirani napori Svete Stolice i Katoličke Crkve za spašavanje života” (eng. Remembering the Holocaust: The Documented Efforts of the Holy See and the Catholic Church to Save Lives). Uz to, 2. ožujka Vatikan otvara znanstvenicima svu arhivsku građu u svezi s pontifikatom Pija XII. (1939. – 1958.).
Nešto oštrije je Pio XII. nastupio u svojoj Božićnoj poruci 1942. godine, te je - nakon što je najbolje informiranima postalo jasno da su vlasti Reicha započele s „konačnim rješenjem” protiv Židova - poručio da čovječanstvo duguje pravičnost „onim stotinama tisuća koji su, bez krivnje sa svoje strane, ponekad samo zbog svoje narodnosti ili rase, predani u smrt ili polaganom umiranju”. Neupućenima - a u to vrijeme ni vlasti država koje su ratovale protiv Njemačke nisu obavještavale javnosti svojih zemalja o holokaustu - ovi retci možda i nisu bili jasni, ali su njemačke ustanove koje su provodile istrjebljivanje Židova prihvatile ove riječi kao osudu svoje zločinačke aktivnosti. Glavni ured državne sigurnosti (Reichssicherheitshauptamt, RSHA, služba popunjena SS-ovcima podređena izravno Heinrichu Himmleru) je prokomentirao kako „na do sada neviđen način, Papa ukorio nacionalsocijalistički Novi Europski Poredak... On zapravo optužuje njemački narod za nepravdu prema Židovima i čini od sebe glasnogovornika židovskih ratnih kriminalaca”. Pretpostavlja se da je katoličkom kleru bilo jasno na što Papa potiče: mnogi su se od njih doista uključili u pogibeljne akcije spašavanja Židova.
Ovakvo Papino izbjegavanje sukoba s nacističkom Njemačkom uslijedilo je nakon što su se nizozemski biskupi u lipnju 1942. godine vrlo oštro usprotivili deportaciji nizozemskih Židova u sabirne logore, što je za posljedicu imalo deportaciju većine Nizozemaca židovskoga podrijetla koji su prešli na katoličanstvo - među njima i svećenike i časne sestre, tako i karmelićanku sv. Edith Stein, koja će potom u kolovozu 1942. god. biti ubijena u Auschwitzu - ali su od odvođenja u logore bili poštedjeli 9000 Židova koji su prešli na protestantizam. Katolička Crkva će u Nizozemskoj poslije pomagati u skrivanju Židova, zbog čega je ubijeno 49 tamošnjih katoličkih svećenika. U sabirnom logoru Dachau bilo još od 1940. godine mnogo katoličkih svećenika: od 2760 pripadnika kršćanskog klera koji su se ondje našli, katoličkih svećenika je bilo 2579 (u tome 1780 svećenika iz Poljske i 441 iz Njemačke; mnogi od njih će ondje biti podvrgnuti medicinskim eksperimentima izlaganjem opasnim infekcijama, a njih ukupno 868 će ondje izgubiti život). I u drugim nacističkim logorima stradavali su katolički svećenici, poput sv. Maksimilijana Kolbea, koji je umro u Auschwitzu u kolovozu 1941. godine. Bilo je i drukčijih progona protiv Katoličke Crkve; tako je zagrebački nadbiskup Alojzije Stepinac u prosincu 1941. godine papu Pija XII. izvijestio kako među više desetaka tisuća Slovenaca prisilno iseljenih iz dijela Slovenije koji je 1940. god. bio pripojen Njemačkoj ima i mnoštvo katoličkih svećenika; slovenski katolički biskup Stanislav Lipovšek iznosi 2019. da je u Hrvatskoj utočište tada bilo našlo 534 slovenskih katoličkih svećenika.
Poslije rata postojao je opći konsenzus uključujući i među židovskim vođama da se Pio časno ponio tijekom rata. Internetski dostupna novinska građa od 1939. do 1958. pokazuje da su najprominentnije židovske ličnosti tog vremena hvalile akcije Katoličke Crkve, osobito pape Pija XII. Stotine su članaka iz vremena Piova pontifikata pretražuje li se izraz "Pio XII. i Židovi" (Pius XII and Jews) i nijedan ne piše negativno o njegovu odnosu prema Židovima. Na primjer, Katoličkoj su Crkvi zahvale uputili Golda Meir, Albert Einstein, sve velike židovske organizacije, glavni rabini Rima, Egipta, Palestine, Rumunjske, Danske i mnogi drugi. Denuncirao je ubijanje bilo koje osobe na osnovi rase, osobito u Božićnom obraćanju 1942. godine. Dokumentirane akcije protive se slikama nametnute promidžbenim kazališnim komadom Namjesnik koji je ocrnio papu i Crkvu. Dapače, za vrijeme nacističke racije na Rim 16. listopada 1943., papa je intervenirao, što je za rezultat imalo zaustavljanje deportacija u Auschwitz, a 1030 Židova nije dospio spasiti jer njegova akcija još nije bila došla do ključnih ljudi. Nakon tog trenutka pisana svjedočanstva potvrđuju da je na papinu zapovijed dano sklonište Židovima po 235 samostana u Rimu, tako da njegovom zaslugom dvije trećine Židova koji su se zatekli u Rimu smještene.
Ocjene o papinoj navodnoj šutnji i čak suradnji u provođenju Hitlerovih ciljevima krenule su najprije u onim zemljama Srednje i Istočne Europe koje su na kraju II. svjetskog rata bile zauzele vojne snage Sovjetskog Saveza i u kojima je stoga bila uspostavljena komunistička vlast. Komunističke vlasti tih zemalja su se bez iznimke sukobljavale sa Katoličkom crkvom - najprije u samome Sovjetskom Savezu, koji je osobito grkokatolike vjernike izvrgnuo izrazito teškoj represiji - te su u propagandnom ratu i papu Pija XII. kao njezinoga vođu nastojale ocrniti, između ostaloga, i dezinformacijama u zapadnome tisku. Radio Moskva već je 3. lipnja 1945. otpočeo s propagandom o Piju XII. kao „Hitlerovom papi”. Kampanja se nastavila i nakon smrti Pija XII. 1958. te se njoj pripisuju primjerice kazališni komad Namjesnik. Jedna kršćanska tragedija njemačkog autora Rolfa Hochhutha (njem. Der Stellvertreter. Ein christliches Trauerspiel), koja sadrži izrazito kritičan prikaz Pija XII. kao tobožnjeg antisemita i osobu koja posve nezainteresirano promatra holokaust. U knjizi Dezinformacija iz 2015.  su bivši general rumunjske obavještajne službe Ion Pacepa i američki pravnik prof. Ronald J. Rychlak tvrde kako su Židovi tijekom i odmah nakon II. svjetskog rata i o Piju XII. i o djelovanju Katoličke crkve mislili i govorili u pozitivnome tonu, ali je zahvaljujući organiziranoj i dugogodišnjoj kampanji dezinformiranja financiranoj iz komunističkih zemalja postupno povezano ime i djelo Pija XII. s optužbama za antisemitizam, suradnju s nacistima i nezainteresiranost za ljudske patnje. Djelo Rolfa Hochhuta - koji je kasnije tvrdio da je svoja saznanja o antisemitizmu Pija XII. crpio iz navodnog razgovora s jednim jedinim neimenovanim njemačkim biskupom koji je navodno dobro poznavao Pija XII. - uklapalo se u tu široku kampanju koordiniranu iz Moskve, u kojoj je 1960. generalni sekretar KPSS-a Nikita Hruščov odobrio plan KGB-u uz pomoć rumunjske i drugih istočnoeuropskih obavještajnih službi za diskreditaciju Pija XII., oslanjajući se na stvaranje dojmova putem medija i umjetničkih djela.
Nakon što je papa Franjo otvorio vatikanske arhive, arhivist Giovanni Coco pronašao je pismo iz 1942. godine njemačkoga isusovca i protivnika nacizma Lothara Königa osobnom tajniku pape Pija XII. u kojemu piše o krematorijima u logoru Bełzec, o Auschwitzu i tisućama Poljaka i Židova koji u njima umiru. Zaključuje da je Crkva odrana znala za istrebljenje, što je u suprotnosti sa službenim stavom kako su sve informacije bile nejasne i neprovjerene.

## Smrt
Smatra se da je papin osobni liječnik Giuseppe Galeazzi Lisi pogrešnim pristupima liječenju Papi izazvao kroničnu štucavicu i ispadanje zubi. Pio je preminuo u četvrtak 9. listopada 1958. za boravka u Castel Gandolfu u 3 sata i 25 minuta. Kardinal Tisserant udijelio je posmrtni blagoslov. Otac Pelegrino objavio je okupljenima vijest o smrti. Njegova se oporuka sastoji od samo nekoliko redaka: „Smiluj mi se Bože po velikom milosrđu Svome. Kad dozovem u sjećanje propuste i pogreške koji su počinjeni tijekom tako dugoga pontifikata i u tako teškom vremenu, pred očima jasnije vidim svoju nesavršenost.” Pio XII. je želio da mu grobnica bude bez spomenika i skromna. Zato je i njegov grob u Bazilici sv. Petra smješten sa strane. Godine 1965. papa Pavao VI. započeo je postupak njegove beatifikacije, koji je u tijeku.

## Vanjske poveznice

### Sestrinski projekti
|  | Zajednički poslužitelj ima još gradiva o temi Pio XII. |
|  | Wikizvor ima izvorni tekst Haurietis Aquas in Gaudio   |
|  | Wikizvor ima izvorna djela autora: Pio XII.            |

### Mrežna sjedišta
- Zbirka nuncijskih izvješća Eugenia Pacellia (1917.–1929.)  Arhivirana inačica izvorne stranice od 20. lipnja 2019. (Wayback Machine) (njem.)